# I'm Going to Tell You a Secret
I'm Going to Tell You a Secret je dokumentarni film američke pjevačice Madonne o njezinoj uspješnoj turneji iz 2004. godine Re-Invention Tour. U filmu su prikazane i raniji događaji, još od audicija za plesače, proba i prve večeri, te se nastavlja sve do zadnjeg datuma turneje gdje je Madonna posjetila Izrael. Premijerno je prikazan 21. listopada 2005. na američkom MTV-u.
Film je primio različite komentare kritičara. Tako Rolling Stone napominje da film nije dobar kao i prethodnik Truth or Dare iz 1991., a The Guardian primjećuje da Madonna unosi dijelove života sa svojim suprugom Guyem Ritchiem, te da pokazuje da je i ona pomalo djetinjasta i nesiguna kao i mi svi ostali.
Izdanje kao CD+DVD je objavljeno 20. lipnja 2006. pod Warner Bros. Recordsom, a sadrži dokumentarni film i live album s najboljim dijelovima. Album je 2007. nominiran za nagradu Grammy u kategoriji “Najbolji duži video”.

## Nastanak filma
Dokumentarni film je snimljen za vrijeme Madonnine Re-Invention Tour koja je posjetila Sjevernu Ameriku i Europu između 24. svibnja i 14. rujna 2004. Film je režisirao Jonas Åkerlund koji je bio poznat po snimanju glazbenih videa, reklama i filma Spun. Ovaj se film može smatrati kao nastavak filma Truth or Dare (aka In Bed with Madonna), koji je izdan 14 godina ranije. U oba su filma, scene iza pozornice prikazane crno-bijelo, dok je nastup na pozornici prikazan u boji.
Film je premijerno prikazan 21. listopada 2005. na MTV-u u Sjedinjenim Državama, ali nije objavljen kao komercijalno izdanje sve do 20. lipnja 2005. Film se izvorno zvao The Re-Invented Process, po turneji o kojoj je bio film i po suradnji Madonne i Steven Kleina X-STaTIC Pro=CeSS. Slike s te suradnje su korištene na turneji.

## Pjesme u filmu
Popis svih pjesama koje se mogu čuti u filmu, uključujući i pjesme koje nisu Madonnine:
Madonna
| - "Amazing" - "American Life" - "Beautiful Stranger" - "Die Another Day" - "Drowned World/Substitute For Love" - "Erotica" - "Frozen" - "Hanky Panky" - "Holiday" - "Hollywood" - "I Love New York" - "I'll Remember" - "Imagine" - "I'm So Stupid" - "I Want You" - "Justify My Love" - "Lament" - "Like a Prayer" - "Live to Tell" - "Material Girl" | - "Mer Girl" - "Mother and Father" - "Music" - "Nobody Knows Me" - "Nobody's Perfect" - "Nothing Fails" - "Paradise (Not for Me)" - "Rain" - "Shanti/Ashangti" - "Sky Fits Heaven" - "Something to Remember" - "Thief of Hearts" - "To Have and Not to Hold" - "Vogue" - "What It Feels Like for a Girl" - "Words" - "X-Static Process" - "You'll See" - "Your Honesty" |

Ostale pjesme
| - "Dirt" - The Stooges - "Let the Sun Shine In" - "Looking for Love" - Aries Smith - "My Sharona" | - "Rapsodie Espangole" - Katia Lebeque & Marielle Lebeque - "Rhapsody in Blue" - Katia Lebeque & Marielle Lebeque - "Susan MacLeod" - Lorne Cousin |

## Album
I'm Going to Tell You a Secret je prvi live album američke pjevačice Madonne izdan 20. lipnja 2006. pod Warner Bros. Recordsom. Sniman je tijekom koncerta u Parizu tijekom njene Re-Invention World Tour iz 2004. Izdanje sadrži CD/DVD format. Na DVD-u se nalazi dokumentarni film I'm Going to Tell You a Secret, dok se na CD-u nalaze najbolja izdanje s turneje. Album je prodan u više od milijun primjeraka.

### O albumu
Album sadrži 2 diska, CD na kojem se nalaze najbolja izdanje s Re-Invention World Tour iz 2004. i DVD s dokumentarnim filmom. Dokumnetarac se izvorno trebao zvati "The Re-Invented Process".
Na albumu se nalazi i Madonnina live verzija Lennonove pjesme "Imagine" koju je uvrstila u svoju turneju, kao i demoverzija pjesme "I Love New York", pjesme koja se kasnije našla na njenom albumu Confessions on a Dance Floor iz 2005. Pjesma je prije dolaska na album, snimljena u rock verziji.
Album je 2007. zaradio nominaciju za "Grammy" u kategoriji "najbolji duži video".

### Formati
- CD/DVD
- DVD/CD
- Digitalni download

### Prodaja albuma
U Njemačkoj je CD+DVD dobio zlatnu certifikaciju za praodanih 25.000 prodanih kopija. U Sjedinjenim Državama je album zauzeo 33. mjesto na Billboard 200 s prodanih 25.000 kopija u prvom tjednu.

### Popis pjesama na CD-u
| 1.    | »The Beast Within«                              | Lenny Kravitz, Ingrid Chavez, Madonna | 5:04 |
| 2.    | »Vogue«                                         | Madonna, Shep Pettibone               | 5:31 |
| 3.    | »Nobody Knows Me«                               | Madonna, Mirwais Ahmadzaï             | 4:04 |
| 4.    | »American Life«                                 | Madonna, Mirwais Ahmadzaï             | 5:21 |
| 5.    | »Hollywood (remix)«                             | Madonna, Mirwais Ahmadzaï             | 3:59 |
| 6.    | »Die Another Day«                               | Madonna, Mirwais Ahmadzaï             | 4:03 |
| 7.    | »Lament«                                        | Andrew Lloyd-Webber, Tim Rice         | 2:27 |
| 8.    | »Like a Prayer«                                 | Madonna, Patrick Leonard              | 5:22 |
| 9.    | »Mother and Father«                             | Madonna, Mirwais Ahmadzaï             | 5:21 |
| 10.   | »Imagine«                                       | John Lennon                           | 3:51 |
| 11.   | »Susan MacLeod/Into the Groove«                 | Donald MacLeod, Madonna, Stephen Bray | 7:19 |
| 12.   | »Music«                                         | Madonna, Mirwais Ahmadzaï             | 4:54 |
| 13.   | »Holiday«                                       | Curtis Hudson, Lisa Stevens           | 5:44 |
| 14.   | »I Love New York« (demonstrativna rock-verzija) | Madonna                               | 2:52 |
| 69:59 |                                                 |                                       |      |

### DVD dokumentarni film
| DVD live izvedbe 1. "The Beast Within" 2. "Vogue" 3. "American Life" 4. "Mother and Father" 5. "Nobody Knows Me" 6. "Music" 7. "Hollywood" (Remix) 8. "Lament" (s albuma Evita) 9. "Like a Prayer" 10. "Holiday" 11. "Imagine" | DVD poglavlja/gradovi 1. "Uvod" 2. "Los Angeles" 3. "New York" 4. "Chicago" 5. "Las Vegas" 6. "Miami" 7. "London" 8. "Dublin" 9. "Pariz" 10. "Lisabon" 11. "Izrael" | DVD Bonus 1. "The Bike Ride" 2. "The Other Side" 3. "Steve/Stuart in L.A." 4. "Vocal Coach" 5. "Chaos" 6. "Birthday Party" 7. "French Trilogy" 8. "Steve/Stuart in Paris" 9. "Monte's Guitar Faces" 10. "Fans Singing in Paris" 11. "After Show" 12. "Wailing Wall" |

## Uspjeh na ljestvicama
| Ljestvica albuma (2006) | Pozicija |
| ----------------------- | -------- |
| Austrija                | 12       |
| Australija (DVD)        | 1        |
| Belgija (Flandrija)     | 5        |
| Belgija (Valonija)      | 10       |
| Danska                  | 7        |
| Europa                  | 5        |
| Finska (DVD)            | 2        |
| Francuska               | 8        |
| Irska                   | 40       |
| Italija                 | 1        |
| Japan                   | 12       |
| Kanada                  | 4        |
| Mađarska                | 9        |
| Meksiko                 | 3        |
| Nizozemska              | 4        |
| Novi Zeland (DVD)       | 8        |
| Norveška (DVD)          | 1        |
| Njemačka                | 8        |
| Portugal                | 5        |
| Španjolska (DVD)        | 1        |
| Švedska (DVD)           | 1        |
| Švicarska               | 7        |
| Ujedinjeno Kraljevstvo  | 18       |
| US Billboard 200        | 33       |

| Država     | Certifikacija |
| ---------- | ------------- |
| Argentina  | Zlatna        |
| Australija | Platinasta    |
| Brazil     | Zlatna        |
| Francuska  | Zlatna        |
| Njemačka   | Zlatna        |
| Španjolska | Platinasta    |

## Nagrade
Grammy
| Godina | Pjesma                         | Nagrada             | Ishod     |
| ------ | ------------------------------ | ------------------- | --------- |
| 2007.  | I'm Going to Tell You a Secret | Najbolji duži video | nominiran |